# لیبرتی گلوبال
لیبرتی گلوبال (انگلیسی: Liberty Global) شرکت رسانه‌ای آمریکایی است، که در سال ۲۰۰۵ تأسیس شد.